# Убирия, Платон Филиппович
Платон Филиппович Убирия (22 мая 1913 года, село Меркула, Сухумский округ, Кутаисская губерния, Российская империя — 24 мая 2002 года, село Меркула, Очамчырский район, Абхазия) — бригадир колхоза имени Берия Очемчирского района, Абхазская АССР, Грузинская ССР. Герой Социалистического Труда (1949).

## Биография
Родился в 1913 году в крестьянской семье в селе Меркула Сухумского округа (сегодня — Очамчырский район).
После окончания местной начальной школы трудился в личном сельском хозяйстве. В послевоенные годы — бригадир колхоза имени Берия (с 1953 года — имени Ленина) Очемчирского района.
В 1948 году бригада под его руководством собрала в среднем с каждого гектара по 111,2 центнеров кукурузы с площади 30 гектаров. Указом Президиума Верховного Совета СССР от 3 мая 1949 года удостоен звания Героя Социалистического Труда за «получение высоких урожаев кукурузы и табака в 1948 года» с вручением ордена Ленина и золотой медали «Серп и Молот» (№ 3578).
Этим же Указом званием Героя Социалистического Труда были награждены председатель колхоза имени Берия Очемчирского района Тото Пехович Аршба и пятеро тружеников колхоза, в том числе бригадиры Гванджа Пехович Аршба, Сиварна Кидсакович Аршба и звеньевой Борис Тукович Антия.
После выхода на пенсию проживал в родном селе Меркула, где скончался в мае 2002 года.